# Clean Sky
Clean Sky Joint Undertaking (CSJU)  o empresa común  es un consorcio del tipo público-privado entre la Unión Europea y la industria aeronáutica europea que coordina y financia actividades de investigación y desarrollo con la finalidad acelerar el progreso en aeronaves más silenciosas y menos contaminantes. El CSJU gestiona el programa Clean Sky (CS) y el programa Clean Sky 2 convirtiéndolo en la principal organización de investigación aeronáutica de Europa.

## Descripción general
La aeronáutica se destaca por su capacidad de innovar y cambiar la vida de millones de personas. Debido a la alta complejidad en equipos y sistemas empleados en aeronáutica, los ciclos de investigación y desarrollo en esta industria (tiempo que toma desde la creación del concepto a la llegada en el mercado) son de larga duración, generalmente entre 20 y 30 años. Es por ello que el riesgo asociado en este tipo de proyectos es muy alto y algunas veces inasequible por el sector privado. Por otro lado, el impacto ambiental de esta industria actualmente representa el 3% de las emisiones globales dióxido de carbono y se prevea que continuará aumentando los próximos años. Es por ello que, al coordinar las actividades de investigación de la industria, la CSJU fomenta el desarrollo nuevas tecnologías que de otro modo estarían más allá del riesgo manejable del sector privado, esto se logra proporcionando los fondos necesarios para desarrollar e introducir innovaciones dentro de plazos que de otra forma serían inalcanzables.
El CSJU aspira ser el organismo principal contribuyente en la realización de los objetivos ambientales Consejo Asesor para la Investigación Aeronáutica en Europa (ACARE) 2020 para la industria. Los objetivos son los siguientes:
- Una reducción del 50% en las emisiones de dióxido de carbono (CO2).
- Una reducción del 80% en las emisiones de óxidos de nitrógeno (NOx).
- Una reducción del 50% del ruido para aviones en pleno vuelo.
- Reducir el impacto ambiental del ciclo de vida de los aviones y productos relacionados.

## Organización
La Junta de directiva de CSJU, compuesta por representantes de la industria aeronáutica y la Comisión Europea, tiene la tarea de identificar áreas estratégicas donde la investigación y la innovación son esenciales. Posteriormente, convocatorias de propuestas serán publicadas en función de las necesidades actuales del sector. Las pequeñas y medianas empresas (PYME), los principales actores industriales, las universidades e institutos de investigación responden a estas convocatorias con planes elaborados de investigación y desarrollo y el presupuesto detallado necesario para desarrollar estas nuevas tecnologías. Para garantizar una asignación eficiente de recursos, las aplicaciones son evaluadas por un panel de expertos externos e independientes que asesoran a la CSJU sobre las propuestas con el mejor potencial e impacto económico. Las propuestas ganadoras reciben financiación y otro apoyo de la CSJU.
El programa inicial Clean Sky, ejecutado entre 2008 y 2016, tuvo un presupuesto de 1600 millones de euros. Una mitad de este presupuesto  fue aportado por el 7º programa de investigación y desarrollo de la Comisión Europea (FP7) y la otra mitad fue contribuida por los líderes de la industria.